# 埃拉特
埃拉特（希伯來語：אֵילַת，羅馬化：Elat）是以色列最南端的港口城市，位於紅海阿卡巴灣北端。面積84.789平方公里，人口約53,500。

## 交通
埃拉特机场主要供國內航班使用。

## 姐妹城市
- 墨西哥阿卡普爾科
- 美国洛杉磯
- 南非德班
- 德国卡門
- 法國昂蒂布
- 中国银川市

## 参看
- 塔巴
- 亞喀巴